# Село Жаксы (Акмолинская область)
Село Жа́ксы (каз. Жақсы ауылы) — административная единица в составе Жаксынского района Акмолинской области Республики Казахстан. Административный центр и единственный населённый пункт — село Жаксы.
С июня 2021 года акимом села является Жилкайдаров Кайрат Бабырович.

## История
Село образовалось в 1939 году. По состоянию на 1989 год, существовал Жаксынский поссовет.

## Население
| Численность населения села | Численность населения села | Численность населения села |
| 1989                       | 1999                       | 2009                       |
| -------------------------- | -------------------------- | -------------------------- |
| 6 573                      | 5 350                      | 5 097                      |

## Промышленность
На село приходится 5 предприятий, в том числе 2 крупных и средних промышленных предприятии: ГКП на ПХВ «Жаксы Су арнасы», ТОО «Атбасарводстрой», ТОО «Агрострой», ТОО «Урожай», ТОО «Айбат», на которых работает более 157 человек и 3 малых предприятии, в которых работает около  32 человек.

## Объекты села
В селе имеется 287 субъектов малого предпринимательства, в которых занято более 419 человек.
Функционируют две средних школ (в которых 806 учащихся, учителей 84), 1 детский сад, 2 мини-центров при школах села, внешкольных учреждений: 3 (Музыкальная школа, дом школьников, ДЮСШа).
По здравоохранению имеются: Жаксынская районная больница (60 коек - дневной стационар), 1 поликлиника, областная станция скорой медицинской помощи, кабинет забора переработки хранения и выдачи крови.
Водоснабжение, теплоснабжение осуществляет ГКП на ПХВ «Жаксы  Су арнасы» включает 3 котельных ГКП и 4 частных котельных. Протяжность разводящих сетей 91.3км., водопровод подведенный к домам 1633 с счетчиками.
Также, имеются Районный Дом культуры и библиотеки.